# Alix Le Clerc
Alix (Alessia) Le Clerc, in religione madre Maria Teresa di Gesù (Remiremont, 2 febbraio 1576 – Nancy, 9 gennaio 1622), è stata una religiosa francese, fondatrice delle Canonichesse di Sant'Agostino della Congregazione di Nostra Signora. È stata beatificata da papa Pio XII nel 1947.

## Biografia
Appartenente a un'agiata famiglia borghese della Lorena, condusse in giovinezza una vita mondana. 
Verso i vent'anni si stabilì a Hymont, dove conobbe il canonico Pietro Fourier, parroco di Mattaincourt, che divenne il suo direttore spirituale.
Emise il voto di castità e avviò un'opera per l'educazione delle fanciulle: nel giugno del 1596 aprì una scuola a Poussay e nella notte di Natale del 1597, insieme con quattro compagne, diede inizio a una nuova congregazione di religiose insegnanti.
Le suore della congregazione aumentarono rapidamente di numero e poterono aprire scuole in tutta la Lorena e anche fuori (Verdun, Chalon).
La Santa Sede approvò l'istituto nel 1615; la prima professione ebbe luogo il 2 dicembre 1618.
Alix Le Clerc fu eletta superiora generale a vita, ma rinunciò alla carica prima di morire per spegnersi come semplice monaca presso la casa di Nancy.

## Il culto
Il processo diocesano per la beatificazione di Alix Le Clerc fu aperto a Saint-Dié-des-Vosges il 3 dicembre 1885 e proseguì a Nancy. 
La causa di beatificazione fu introdotta il 21 febbraio 1899.
Fu proclamata beata da papa Pio XII il 4 maggio 1947.
Il suo elogio si legge nel Martirologio Romano al 9 gennaio.
I suoi resti, scomparsi durante la rivoluzione francese, furono ritrovati nel 1950 e, riconosciuti autentici dalla Congregazione dei riti, furono traslati nella cappella del monastero di Nancy.
La sua immagine ci è giunta attraverso un ritratto postumo fatto realizzare dai duchi di Lorena; è ritratta anche in incisioni di Weyen, Van Lochom e Nicole e in una medaglia di Cornelis Galle.